# Einstürzende Neubauten
Einstürzende Neubauten ist eine deutsche Band, die einem experimentellen Musikstil nachgeht. Die Band wurde 1980 in West-Berlin von Blixa Bargeld, N. U. Unruh, Gudrun Gut und Beate Bartel gegründet; die beiden Letztgenannten spielten seit Mai 1979 bei Mania D. Die Besetzung fluktuierte anfangs und konsolidierte sich 1981 personell um Bargeld, Unruh, die von der Hamburger Band Abwärts hinzugekommenen FM Einheit und Mark Chung sowie Alexander Hacke alias Alexander von Borsig.

## Geschichte

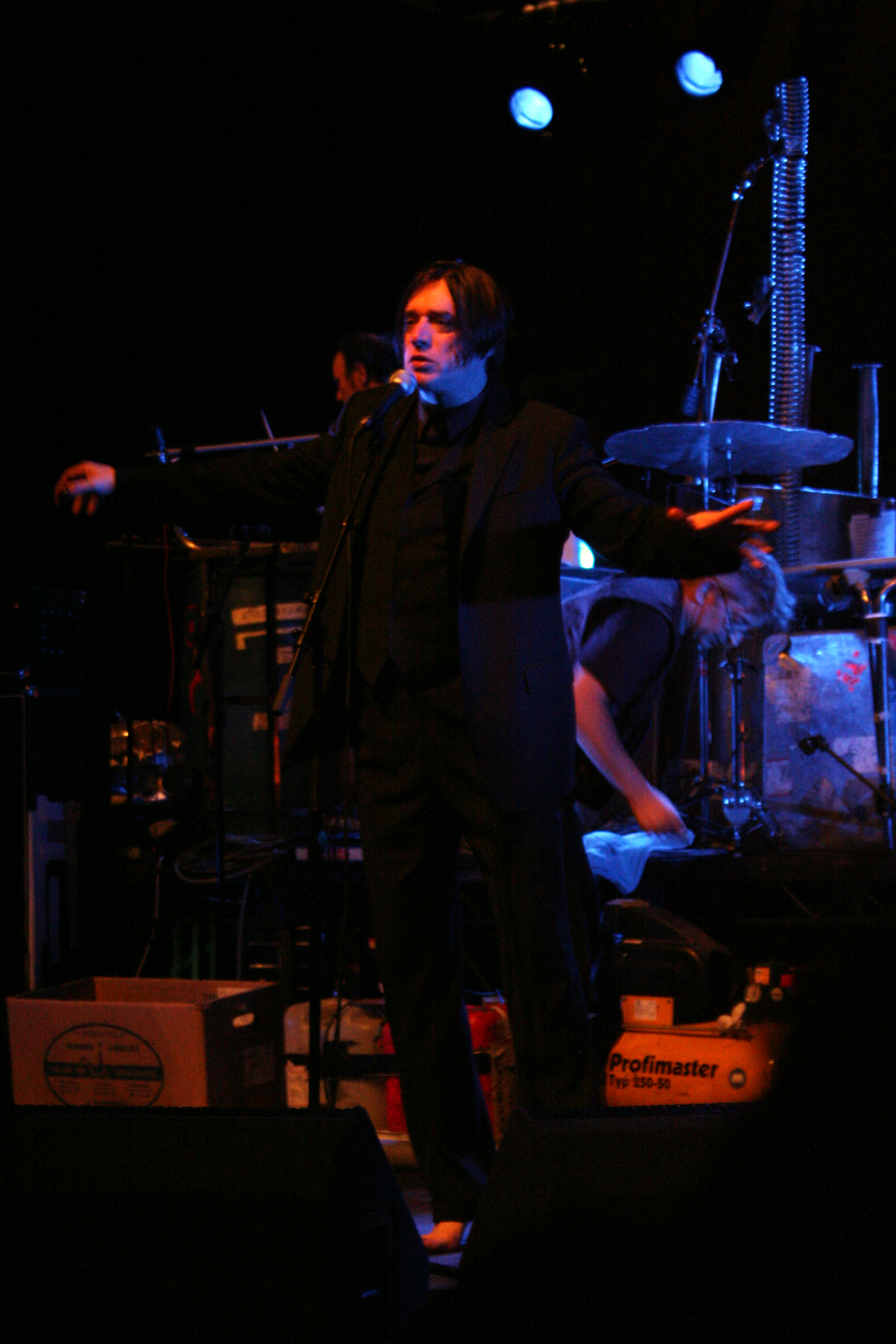
Blixa Bargeld 2007

Gegründet am 1. April 1980 ist Einstürzende Neubauten als Zufallsprodukt entstanden. Blixa Bargeld wurde gefragt, ob er nicht im Berliner Moon-Club spielen wolle, worauf er nach eigener Aussage „einfach ein paar Freunde anrief“. Dieses Konzert und erste Aufnahmen der Band wurden noch mit normalem Instrumentarium gespielt. Finanzielle Not brachte Andrew Unruh dazu, dass er sein Schlagzeug verkaufte. Die Band nutzte daraufhin zumeist ein Instrumentarium aus Schrott und Alltagsgegenständen, mit dem sie ihre apokalyptische Sicht der Welt inszenierte. 1982 konzipierte die Band mit der Gruppe Die Tödliche Doris die Performance Wie man aus einer gelben Wanne eine Platte macht / Wassermusik und führte sie in der Berliner Bar „Risiko“ gemeinsam auf. 1986 traten Einstürzende Neubauten im Goldenen Saal des Reichsparteitagsgeländes in Nürnberg auf. Blixa Bargeld bezeichnete dieses bis heute einzige Konzert in dem NS-Bau als eine Art von „Exorzismus“, mit dem sie „eine andere Präsenz in diese vermeintlich heiligen Hallen bringen wollten, eine Präsenz, die dem totalitären Gedankengut, mit dem der Ort verbunden ist, entgegentritt.“
Stilistisch war die Band schon immer schwer zuzuordnen. Wurden in der Anfangszeit die Grenzen zwischen Musik und Geräusch ausgelotet, sind die Werke später zumeist melodiöser, wenn auch nicht minder abstrakt und episch. Stark beeinflusst vom Sound der Neubauten wurden in ihren Anfangsjahren Depeche Mode, als sie in den Berliner Hansa-Tonstudios aufnahmen.
Eines ihrer ersten Konzerte gab die Band in ihrem Gründungsjahr in Rosa von Praunheims Berliner Wohnung.
Die Gruppe entfernte sich nach ersten Erfolgen ab Mitte der 1980er Jahre zunehmend aus der Punk- bzw. Post-Industrial-Bewegung und beteiligte sich vermehrt an Theater- und Hörspielprojekten, zum Beispiel bei Peter Zadek 1986 im Hamburger Schauspielhaus, 1987 bei Heiner Müllers Hörspielinszenierung des Fatzer-Fragments von Bertolt Brecht für den Rundfunk der DDR, 1990 bei der Hamletmaschine (ebenfalls Heiner Müller) und 1994 bei Faust von Werner Schwab sowie 2000 am Schauspielhaus Bochum bei John Gabriel Borgman von Henrik Ibsen in der Regie von Leander Haußmann.
1986 drehte der japanische Regisseur Sōgo Ishii den Film 1/2 Mensch über die Einstürzenden Neubauten, welcher 2005 auf DVD wieder veröffentlicht wurde.
Am 16. Mai 1992 standen Einstürzende Neubauten im Mittelpunkt der Aktion Das Auge des Taifun von Erich Wonder anlässlich der 300-Jahr-Feier der Akademie der bildenden Künste Wien. Hier fuhren sie in einer von Kunstschnee umwehten Glas-Stahl-Konstruktion mit Husky-Gespann langsam über die Wiener Ringstraße und beschallten dabei das nächtliche Wien mit avantgardistischen Klängen.
Mit dem Album Tabula Rasa verließ die Band endgültig das Post-Industrial-Umfeld, die Musik wurde wesentlich ruhiger, blieb aber abstrakt.
Im Jahr 1996 erschien die letzte gemeinsame Platte mit FM Einheit, der die Band während der Aufnahmen zu Ende neu verließ (Mark Chung hatte die Neubauten bereits 1994 verlassen, um sich verstärkt seinem Musikverlag Freibank zu widmen). FM Einheit zerstritt sich mit dem Frontmann Blixa Bargeld und war mit den gesetzten Zielen der Band nicht mehr einverstanden. Die beiden wechselten danach kein Wort mehr, auch der Ausstieg aus der Band wurde Bargeld nur von Dritten mitgeteilt. Chung hingegen folgte weiterhin seinen beruflichen Plänen und hält den Kontakt zur Band als Musikverleger der Einstürzenden Neubauten bis heute aufrecht.
Für die Tour 1997 wurde die Besetzung um den Gitarristen Jochen Arbeit, der zuvor bei Die Haut spielte, und um den Schlagwerker Rudolph Moser erweitert, Alexander Hacke wechselte an den Bass. Diese Besetzung besteht seitdem unverändert, sie wird bei Konzerten außerdem von Ash Wednesday an den Keyboards ergänzt.

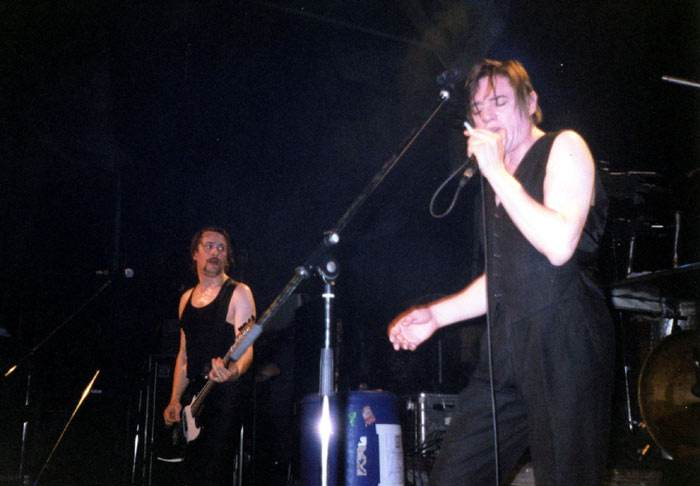
Einstürzende Neubauten 2000 in Karlsruhe

Mit dem 2000 erschienenen Album Silence Is Sexy versuchten die verbliebenen Mitglieder an ihre früheren Erfolge anzuknüpfen. Zu dem Stück Sabrina wurde gar ein Video gedreht (wie bereits zuvor für Stella Maris, Blume und Die Interimsliebenden).
2004 erschien mit Perpetuum mobile eine öffentliche Version des ersten Supporter-Albums bei Mute Records, welches ausgedehnt betourt wurde. Das Album ist ähnlich ruhig ausgefallen wie bereits Silence Is Sexy, weist jedoch wieder verstärkte Experimentierfreude und Materialerprobung auf. Musikalisch bewegt sich die Band hier im Rahmen des mit Luft machbaren, so war der Arbeitstitel des Werks lange Zeit auch Luftveränderung.
Im Jahr 2005, zum 25-jährigen Jubiläum, tourte die Band erneut durch Nordamerika und Europa. Außerdem erschien die offizielle Biografie Nur was nicht ist, ist möglich (englischer Titel: No Beauty Without Danger). Blixa Bargeld arbeitet nach eigener Angabe noch an seiner persönlichen Biografie.
2009 erschien die Filmdokumentation Elektrokohle (Von Wegen) von Uli M Schueppel über das erste Konzert von Einstürzende Neubauten in Ost-Berlin, 1989 im Kulturhaus des VEB Elektrokohle Lichtenberg. Schueppel verband darin bereits 1989 von ihm gedrehtes Filmmaterial mit aktuellen Szenen. Das damalige Konzert wurde vom Schriftsteller Heiner Müller mitinitiiert, der auch eine Ansprache hielt und neben dem französischen Kulturminister Jack Lang auch noch andere Mitglieder der französischen Ministerdelegation Backstage brachte. Die Dokumentation wurde weltweit auf Veranstaltungen aus Anlass des 20-jährigen Jubiläums des Mauerfalls gezeigt.

### Supporter’s Project – Phase I–III
Im Jahr 2002 begann Einstürzende Neubauten ihre Arbeit zu einem neuen Album ohne den Rückhalt einer Plattenfirma, da das Label Mute an EMI verkauft wurde. EMI setzte den Vertrag nicht fort. Für die neue Platte vertraute die Band stattdessen mit ihrem Internetprojekt auf eine Art Straßenkünstlerschema. Über 2000 Fans (auch Supporter genannt) haben sich auf ihrer Website eingetragen und die Produktion des neuen Albums unterstützt, indem jeder 35 Dollar überwies. Dafür gab es für jeden Unterstützer später die CD Supporter's Album #1. Daneben erhielten sie die Möglichkeit, via Internet der Band bei den Proben zuzusehen und über Chat direkt Fragen und Vorschläge an die Band zu richten.
Phase II des Supporter's Project lief Ende 2003 an und wurde im September 2005 abgeschlossen. Dieses Mal gab es kein öffentlich erhältliches Album. Das Ergebnis dieser Phase wurde Grundstück betitelt und sorgte somit für etwas Verwirrung, da es bereits auf Perpetuum mobile ein Lied gab, das denselben Namen trug. Auch enthielt die CD eine Neuaufnahme des ursprünglich 1983 erschienenen Neun Arme – in einem Medley mit dem neuen Song Die Nacht.
Phase III wurde nach sechsmonatiger Supporterprojekt-Pause am 10. Februar 2006 ins Leben gerufen. Geplant war, wieder eine CD und DVD zu produzieren; ein exklusives Album für die Unterstützer, welches die Luxusvariante des öffentlichen Albums im Eigenvertrieb darstellt, sowie vier zusätzliche Songs, also ca. 19 Minuten zusätzliche Spielzeit, enthält.
Jeden Monat erschien zudem ein Jewel, ein frisch aufgenommener Track, zum Download. Diese 15 Stücke ergaben am Ende ein zusätzliches Album, welches unter dem Namen Jewels 2008 öffentlich erschienen ist.
2006 veröffentlichte Danielle de Picciotto, Ehefrau von Alexander Hacke, die DVD Einstürzende Neubauten-on Tour with neubauten.org, in der internationale Supporter von neubauten.org in ausführlichen Interviews das Projekt beschreiben.
Am 19. Oktober 2007 wurde das öffentliche Album Alles wieder offen veröffentlicht, welches eine kürzere Version des Albums für die Unterstützer mit 53 Minuten Spiellänge ist und ein etwas anderes Artwork bekam. Die genaue Titelliste, Spielzeit und Informationen sowie eine Hörprobe des Songs Weil weil weil sind in der speziell angelegten Seite Alles-wieder-offen.com zu finden.

### Musterhaus-Projekt

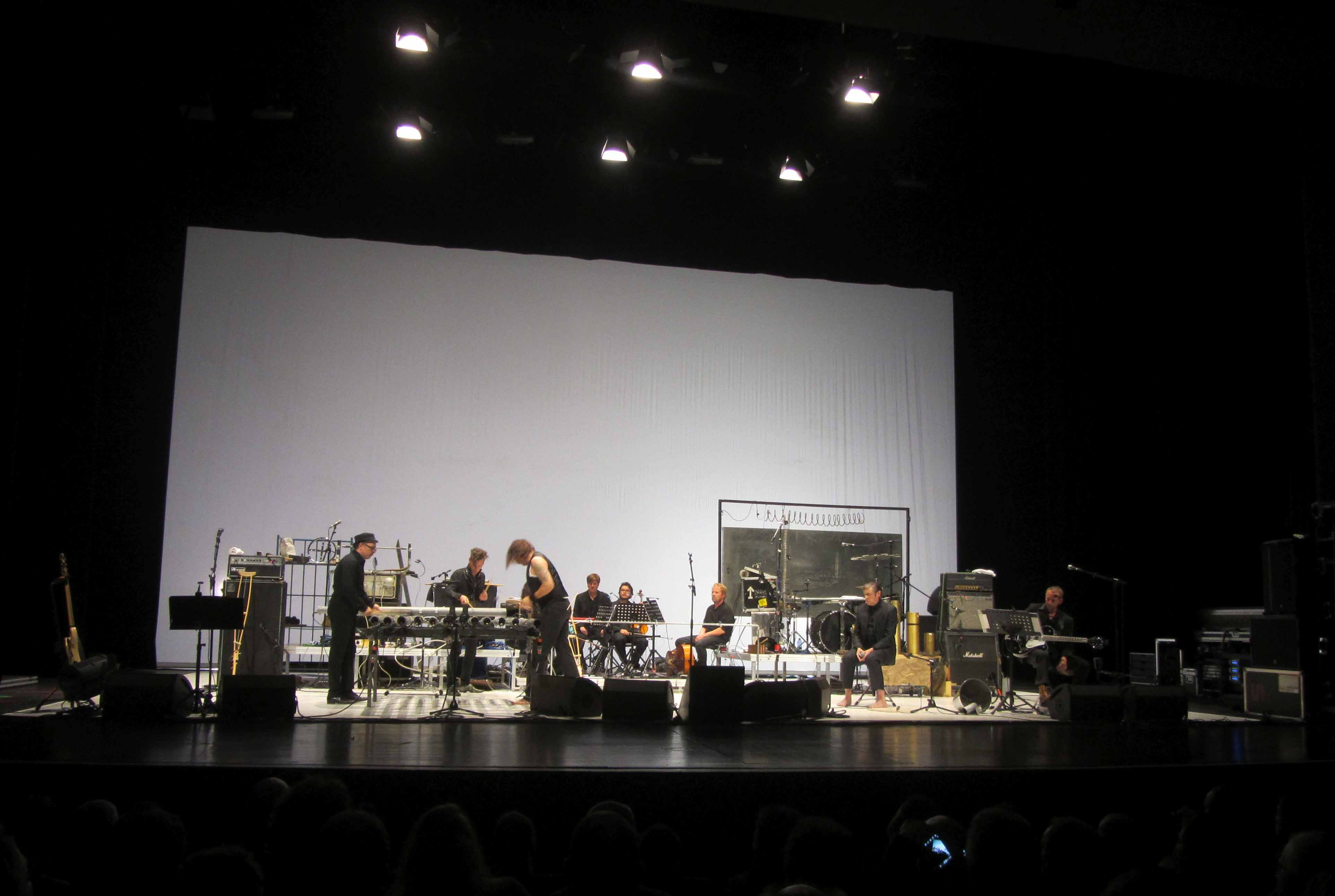
Einstürzende Neubauten bei einem Konzert in Ludwigshafen (2015)

Weiter wurde 2005 das Musterhaus-Projekt ins Leben gerufen. Dabei können Fans gegen einen Beitrag von 100 Euro vier Neubauten-CDs pro Jahr mit experimentellen Stücken erhalten. Dieses Projekt ist unabhängig vom Supporter's Project. Die erste Ausgabe erschien im Frühjahr 2005 und wurde Anarchitektur betitelt (die CD enthält nur einen 45-minütigen Ambient-Track), die zweite Ausgabe trägt den Titel Unglaublicher Lärm und erschien im Spätsommer. Im Dezember folgte Teil drei, Solo Bassfeder – ein Konzeptalbum, das sich ausschließlich Andrew Chudys (N. U. Unruh) Bassfeder und den vielfältigen Methoden zum Einsatz dieser widmet.
Anfang März 2006 erschien die vierte CD der Musterhaus-Serie. Basierend auf Aufnahmen eines Liveauftritts des Redux Orchestra und Mitgliedern von Einstürzende Neubauten in Berlin wurden vier der sieben gespielten Stücke nachbearbeitet und veröffentlicht. Zu hören sind sehr lange Versionen von Keine Schoenheit ohne Gefahr, Wueste, Installation No.1 und Negativ Nein, welche von älteren Alben ab 1981 bis 1996 stammen, in rein orchestraler Bearbeitung.
Im Mai erschien bereits der fünfte Teil der Serie, genannt Kassetten, der alte und neue Tapes in einem performativen Kontext präsentiert. So hört man neben Anrufbeantwortertexten (u. a. Bitten um Gästelisteneintrag bei Konzerten) auch Ambience-Aufnahmen West-Berlins aus den frühen 1980er Jahren in glasklarer, moderner Produktion.

### Projekte seit 2013
Die flämische Stadt Diksmuide beauftragte Einstürzende Neubauten im Rahmen der 100-jährigen Gedenkfeierlichkeiten des Beginns des Ersten Weltkriegs zu den Arbeiten an Lament. Einstürzende Neubauten versteht Lament nicht als reines Studioalbum, sondern als eine Dokumentation der Geschichte der Stadt Diksmuide. Das Werk wurde dort am 8. November 2014 uraufgeführt und auf einer Tournee präsentiert.
Zehn Tage nach der Eröffnung der Elbphilharmonie in Hamburg, am 21. Januar 2017, traten Einstürzende Neubauten im Rahmen des Eröffnungs-Festivals mit dem Tour-Programm Greatest Hits in der Elbphilharmonie auf. Den 2017er Auftakt der gleichnamigen – 14 Konzerte in mehreren Ländern umfassenden – Tournee absolvierte die Band drei Tage zuvor in der OsnabrückHalle vor 1700 Besuchern.
Im Vorfeld des 2017er Tour-Auftakts interviewte Tom Bullmann, Autor der Neuen Osnabrücker Zeitung, den Neubauten-Bassisten Alexander Hacke. Auf die Frage, ob die Band sich selbst für einen Auftritt in der Elbphilharmonie Hamburg beworben habe, sagte Hacke:

„Wir wurden ganz normal angefragt. Ich denke, da hat im Haus jemand eine gehörige Portion Humor, denn nach den ganzen Pleiten, Pech und Pannen, die dort im Zusammenhang mit der Elbphilharmonie passiert sind, eine Band in das neu eröffnete Gebäude einzuladen, die sich ‘Einstürzende Neubauten’ nennt, halte ich für eine sehr ironische Entscheidung.“

### Supporter’s Project – Phase IV
Mit einem ersten Webcast am 9. Mai 2019 starteten Einstürzende Neubauten die vierte Phase des Supporter's Project mit dem Ziel, zum 40-jährigen Bandjubiläum 2020 ein Album zu veröffentlichen. Anders als in den vorigen Phasen wurde mit Patreon auf eine bestehende Plattform für das Crowdfunding zurückgegriffen. Am 15. Mai 2020 wurde das Album Alles in Allem veröffentlicht.

### Rampen-Phase
Am 28. Januar 2023 kündigte die Band auf ihrer offiziellen Webseite an, ab Februar 2023 in die Rampen-Phase zu starten und wieder zusammen im Studio an neuen Songs zu arbeiten. Dabei bittet die Band wieder um die Unterstützung der Fans über Patreon und bietet wie in den vergangenen Phasen auch Webcasts und andere Gegenwerte an. In der Rampen-Phase sollen die auf den vergangenen Live-Konzerten gespielten „Rampen“ zu vollwertigen Songs entwickelt werden. Bei einer „Rampe“ handelt es sich um eine von der Band erschaffene Bezeichnung für ein improvisiertes Stück, das in der Regel ein Mal pro Konzert von der Band performt wird. Das dabei entstandene Album sollte nach ursprünglicher Planung im Herbst 2023 veröffentlicht werden, jedoch wurde das geplante Erscheinen dann auf Frühjahr 2024 gelegt.
Im April 2025 kündigte Hacke an, dass er die Band Einstürzende Neubauten verlassen hat.

## Diskografie

### Alben
- Moon, 1. April (Mitschnitt des ersten offiziellen Liveauftritts im Club „Moon“, 1980, Eisengrau)[16]
- Stahlmusik (Live 1980, Eisengrau)[16]
- Kollaps (1981, Zickzack Records: ZZ 65)
- Stahldubversionen (1982, Musikkassette; 2002 gemeinsam veröffentlicht mit Kollaps)
- Zeichnungen des Patienten O. T. (1983)
- 2x4 (live) (1984)
- ½ Mensch (1985)
- Fünf auf der nach oben offenen Richterskala (1987)
- Haus der Lüge (1989)
- Die Hamletmaschine (1991)
- Tabula rasa (1993, Mute Records: BETON 106)
- Faustmusik (1996)
- Ende neu (1996, Mute Records: BETON 504)
- Silence Is Sexy (2000)
- PI - Gemini (live 2CD-Download) (2003)
- PI - Supporters Album #1 (2003)
- Perpetuum mobile (2004)
- M1 - Anarchitektur (2005)
- M2 - Unglaublicher Lärm (2005)
- PII - Grundstück (Supporters Album #2, 2005)
- M3 - Solo Bassfeder (2005)
- M4 - Redux Orchestra vs. Einstürzende Neubauten (2006)
- M5 - Kassetten (2006)
- M6 - Klaviermusik (2006)
- M7 - Stimmen Reste (2006)
- M8 - Weingeister (2007)
- PIII - Jewels (2006–2007, 2008 regulär auf CD erschienen)
- PIII - Alles wieder offen – Supporter Edition (Supporters Album #3, 2007)
- Alles wieder offen (erschienen am 19. Oktober 2007)
  - PI – nur für Teilnehmer des Phase I Supporters Project
  - PII – nur für Teilnehmer des Phase II Supporters Project
  - PIII – nur für Teilnehmer des Phase III Supporters Project
  - M1-8 – nur für Teilnehmer des Musterhaus Projekts
- The Jewels (2008)
- Ende neu (Remastered + Enhanced) (2009)
- Silence Is Sexy (Remastered, 2011)
- Lament (2014)
- Grundstück (2018, mit DVD)
- Alles in Allem (2020)
- Rampen: apm (alien pop music) (2024)

### Singles, EPs
- Für den Untergang (1980, Monogam: 005)
- Kalte Sterne (1981, Zickzack Records: ZZ 40)
- Thirsty Animal, (Einstürzende Neubauten & Lydia Lunch), 1982
- Durstiges Tier (1983)
- Yü-Gung (1985)
- Das Schaben (1985)
- Feurio (1989)
- Interim (1993, Mute Records: BETON 205)
- Malediction (1993, Mute Records: BETON 206)
- Stella Maris (1996)
- NNNAAAMMM (Remix by Darkus) (1997, Mute Records: BETON 601)
- Total Eclipse of the Sun (1999)
- PII – Airplaine Miniatures (Download-EP, 2003)
- Perpetuum mobile (Download-Single, 2004, Mute Records: STUMM 221)
- Weil weil weil (Download-Single + limitierte CD, 2007)
- PIV – Schlaf (Download-Single & limitierte 7" Vinylsingle, 2019)
- *PII = nur für Teilnehmer des Phase II Supporter's Project
  - PIV = nur für Teilnehmer des Phase IV Supporter's Project

### Kompilationen, Sonstiges
- Strategien gegen Architekturen (1984, Mute Records: STUMM 14)
- 2×4 (live) (1984)
- Die Hamletmaschine (1991)
- Strategien gegen Architektur II (1991, Mute Records: CD STUMM 201)
- Faustmusik (1996)
- Ende neu Remixes (1997)
- Stahldubversions Blue & Red (2000)
  - 2 limitierte CD-Wiederveröffentlichungen (je 500) Verkauf zur Silence-is-Sexy-Tour
- Berlin Babylon (2001)
- Strategien gegen Architektur III 1991-2001 (2001)
- 9-15-2000 Brussels (live) (2003)
- PI - Supporters-only-Sampler (Download-Album, 2003)
- PI - Gemini (live) (Download-Album, 2003)
- Live-CDs von allen Auftritten der Perpetuum Mobile-Tour (2004)
- Kalte Sterne – early recordings (2004)
- Live-CDs von drei Konzerten der Grundstück-Tour (2004)
- Single „Ein seltener Vogel“ in CSI: Den Tätern auf der Spur. Staffel 4, Folge 18 Bad to the Bone (Blinde Wut, 2004)
- Live-CDs von allen Auftritten der 25th Anniversary-Tour (2005)
- Alles was irgendwie nützt (live, Bootleg-Compilation) (2006)
  - PI - nur für Teilnehmer des Phase I Supporters Project
- Strategies Against Architecture IV (2010, Mute Records: STUMM 325)
- Greatest Hits (2016, Potomak)

### Videoalben
- Halber Mensch (2005)
- PII - Supporter's DVD #1 – Grundstück (2005)
- Liebeslieder (2005)
- Seele Brennt/Nihil (2005)
- Blixa Bargeld – Rede/Speech (2006)
- Einstürzende Neubauten – On Tour with Neubauten.org (2006)
- Palast der Republik (2006, Konzert vom 4. November 2004 im Palast der Republik)
- PIII - 3 Jewels (2007)
  - PII - nur für Teilnehmer des Phase II Supporters Project
  - PIII - nur für Teilnehmer des Phase III Supporters Project
- Einstürzende Neubauten – Live at Rockpalast 1990 (2012)

## Filmografie
- So war das S.O. 36 (1984, Dokumentation von Manfred O. Jelinski und Jörg Buttgereit (Co-Regie))
- Berlin Now (1985, Dokumentation)
- ½ Mensch (1986, Film von Sōgo Ishii)
- Liebeslieder: Einstürzende Neubauten (1993, WDR, Dokumentation von Klaus Maeck, Johanna Schenkel, Stephan Guntli)
- Seele brennt: Einstürzende Neubauten (2000, Dokumentation) / Nihil oder Alle Zeit der Welt (Film von Uli M Schueppel)
- Berlin Babylon (2001, Dokumentation von Hubertus Siegert), die Filmmusik stammt von Einstürzende Neubauten
- Ausländer raus! Schlingensiefs Container (2002, Dokumentarfilm von Paul Poet), Live-Auftritt von Einstürzende Neubauten
- On Tour with Neubauten.org (2006, Dokumentation von Danielle de Picciotto)
- Elektrokohle (von Wegen) (2009, Dokumentation von Uli M Schueppel)
- B-Movie: Lust & Sound in West-Berlin 1979–1989 (2015), Dokumentation mit Mark Reeder, Regie von Jörg A. Hoppe, Klaus Maeck, Heiko Lange und Alexander von Sturmfeder